# Cosmologia taoista
La cosmologia taoista è uno dei principali argomenti su cui si basa il Taoismo, dottrina filosofico mistica che si interessa dell'origine del mondo e dell'universo. Utilizzare però, in tale contesto, la parola creazione risulta fuori luogo, in quanto, secondo l'ottica taoista, il tutto non è stato propriamente creato da un'entità suprema.

Diagramma taoista della creazione delle «miriadi di esseri» dall'originale unità del Tao attraverso lo yin-yang e i trigrammi dell'I-Ching.

## Ciclo del Tao
Il Taoismo introduce il concetto di ciclo. Come quasi tutte le religioni orientali, questa dottrina filosofico mistica ha una concezione ciclica dell'esistenza: non esiste un punto che ne segna l'origine come non esiste un punto che ne segna la fine, perché tutto nell'universo è soggetto ad un eterno ciclo, un'esistenza che mai procede in linea retta. Questo concetto non può essere compreso spontaneamente dalla mente umana, in quanto in apparenza gli eventi appaiono procedere sempre in linea retta. Inoltre la logica umana percepisce l'esistenza, e in particolare la propria esistenza, come un infinitesimo di quanto essa sia in realtà, per cui un cerchio, visto da un infinitesimo di quello che appare, si mostra come una linea retta. La limitatissima logica umana non permette di osservare l'esistenza nella sua interezza: è come osservare l'universo con un telescopio, il più potente e sofisticato esistente al mondo, ma esso non permetterebbe mai di vedere tutto l'universo, quello che è in realtà nella sua interezza, perché ne vedremmo solo una parte infinitesima.
Ipotizzando di poter concepire il ciclo, di fissare un punto di origine su questo ciclo, e di percorrerlo tutto o in una direzione o nell'altra si giungerebbe in entrambi i casi al punto dove il cerchio finisce, ma al contempo inizia. Qui, dunque, ci si chiederebbe cosa c'era prima che il ciclo iniziasse e cosa ci sarà dopo che il ciclo sarà terminato. Esplorando la questione a fondo ci si renderebbe conto di come la mente lavori in cerchio tentando di trovare una risposta, confermando il fatto che l'esistenza, l'universo, sia ciclica.
Appurato che l'universo funziona in modo ciclico e non lineare, e che quindi non può essere stato creato da qualcosa che esisteva prima, altrimenti anche questo qualcosa dovrebbe essere stato creato da qualcos'altro, e questo qualcos'altro da qualcos'altro ancora (avanti all'infinito in linea retta), viene spontaneo chiedersi cosa ha dato l'inizio all'eterno ciclo dell'esistenza, o meglio, come l'esistenza abbia iniziato a girare in cerchio.
Il Taoismo risponde che ad originare il ciclo può essere stata solo quella cosa che esiste da sempre e per sempre, che esiste in sé e per sé, senza alcuna forma, ovvero il ciclo stesso, la Via, il Tao. Il tao è il ciclo, l'oscillazione, il moto armonico. Dal suo movimento dipendono tutte le cose, il suo movimento dà origine a tutte le cose.

## Processo di manifestazione
(Tao Te Ching)
Gli antichi cinesi si chiesero come fosse il Tao prima di iniziare a manifestarsi. Il taoismo spiega che il Tao si manifesta attraverso un processo duale e successivamente plurale della sua energia. Il Taoismo non impone che in origine il Tao potesse essere fermo, spiega semplicemente il processo che porta l'energia del Tao a costituire l'esistenza. Il Tao potrebbe essere difatti esistente da sempre e per sempre.

### Wuji
L'energia allo stato puro, cioè non ancora manifesta, è priva di spazio e tempo, in uno stato che gli antichi chiamavano, Wuji (o Wu Chi in Wade-Giles). Wu significa assenza, negazione. Ji, significa polo, polarità. Wuji significa dunque assenza di polarità, assenza di differenziazione, stato unitario.

### Taiji
Quando l'energia allo stato Wuji inizia a muoversi, questa dà origine a una polarizzazione primordiale, negativa e positiva, Yin e Yang. Gli stessi principi che in alcune religioni neopagane prendono il nome di Dio e Dea. L'interazione tra le due forze primordiali opposte è l'espressione essenziale del Wuji, i taoisti chiamarono questo processo di interazione Taiji (太極T, 太极S, Tài jíP, T'ai-chiW), o suprema polarità. Tutta la molteplicità dei fenomeni, tutto l'universo, visibile o invisibile, è il risultato dell'interazione tra Yin e Yang.

### Qi
Il Qi (o Chi, o Ki), letteralmente forza della vita, o semplicemente energia, è essenzialmente la manifestazione del Tao attraverso il ciclo Yin e Yang. È l'energia che pervade e vitalizza tutte ciò che esiste nell'universo. È il Tao in circolo nell'universo.
Il Qi è presente nell'aria che si respira, ma non è come l'ossigeno o qualsiasi altro elemento gassoso che compone l'atmosfera, è qualcosa di più profondo, di più trascendente. Il Qi è presente anche nel cibo che ingeriamo, ma non è assolutamente una vitamina, un carboidrato o qualsiasi altro elemento che si possa definire chimicamente. Quando respiriamo o ci alimentiamo noi inglobiamo del Qi, poiché esso è l'essenza di tutto ciò. Si può dire che il Qi è un'energia spiritica, uno shen animico che dà vita, che nutre. Senza Qi la vita non potrebbe esistere. 
Il Qi come ogni altra cosa esistente nell'universo è una manifestazione dovuta al continuo movimento ciclico del Tao. Il movimento di ogni elettrone, di ogni protone è espressione del ciclo perpetuo della natura, e tutto l'universo funziona in modo ciclico in quanto segue la legge cosmica del Tao, perché l'universo stesso e tutto ciò che comprende è la legge cosmica stessa, la Via, il Tao. Tutto ciò che esiste è espressione del suo movimento: la sua staticità corrisponde al Wu Chi; il suo movimento al fluire del Qi. L'esistenza è dunque un'illusione, è la proiezione olografica data dal movimento del Tao.

## I cinque elementi
L'interazione di Yin e Yang viene espressa attraverso cinque manifestazioni base dell'energia, i cinque elementi. Il termine non si riferisce ai cinque elementi base che si possono trovare ovunque in natura, ma è una metafora. Tale interazioni si riferiscono ai cinque modi attraverso cui il Qi si esprime nell'universo. I cinque elementi sono semplicemente un modo per rendere più comprensibile le cinque fasi di movimento del Qi. 

### Le cinque fasi di manifestazione del Qi
- La prima fase corrisponde all'energia a riposo, in un estremo stato di quiete e concentrazione. Questa fase viene identificata con l'acqua, in quanto è un elemento che, se indisturbato, è calmo e statico. La seconda fase è lo sviluppo della prima: se l'energia è completamente in quiete, possiede un enorme potenziale, che, prima o poi si manifesta. Proprio come il Wuji che da statico si attiva.
- Questa seconda fase corrisponde dunque alla manifestazione dell'energia, ed è rappresentata dal legno, in quanto gli alberi tornano in attività in primavera, dopo il riposo invernale. La manifestazione dell'attività nella fase Legno non dura per sempre, prima o poi l'energia si stabilizza ed inizia una fase di equilibrio in cui l'energia fluisce con uniformità mantenendosi costante.
- Questa terza fase corrisponde al fuoco, in quanto il fuoco è un elemento in grado di sostenere un alto livello energetico per lunghi periodi.
- Mentre il Fuoco rilascia tutto il suo potenziale energetico inizia a degenerare nella quarta fase, in cui l'energia si condensa. È la fase del metallo. È rappresentata dal metallo in quanto tale elemento si trova in uno stato di energia altamente condensato.
- La quinta fase energetica corrisponde al momento in cui sopraggiunge equilibrio, armonia ed interconnessione tra tutti gli altri quattro stati energetici. Questa fase finale è rappresentata dalla terra, ovvero la sintesi della combinazione degli altri elementi.

L'equilibrio tra Yin-Yang rappresenta la radice ed il fusto di tutto ciò che esiste; i cinque elementi sono i rami che sostengono le foglie, i fiori e i frutti dell'universo. Il risultato di queste cinque fasi energetiche è la manifestazione ed attività del tutto: della vita sulla Terra, del Sole, della Luna, delle stelle, dei pianeti, delle galassie, di tutto l'universo.
Il Taoismo, quindi, concepisce l'universo come un immenso oceano di interazioni energetiche derivate dal contributo fondamentale dello Yin e dello Yang. L'universo, in quanto manifestazione dell'energia dei cinque elementi, si auto-sostiene. Tutte le creature viventi e non, sono in continua interazione con i cinque elementi dell'esistenza. L'uomo può accentuare questo contatto interattivo mangiando, respirando, sentendo, udendo e pensando.

#### Parallelismi con la scienza moderna
Questa visione della cosmologia taoista potrebbe apparire astratta e semplicistica, ma la scienza moderna ha recentemente individuato prove concrete da rendere consistente la visione taoista dell'universo. Tutta la materia presente nell'universo è infatti costituita da particelle subatomiche. Gli atomi, che un tempo si credeva fossero l'elemento base, invisibile, del tutto, sono invece - come è stato provato - costituiti da una natura duale, onda e particella, ed ognuna di queste particelle subatomiche si muove grazie al flusso dato da due polarità, quella positiva e quella negativa, proprio come lo Yin e lo Yang. La scienza è inoltre giunta ad ipotizzare che all'origine di tutto ci fu un'immensa esplosione energetica, il Big Bang, proprio come sostenuto dalla cosmologia taoista: il Big Bang può essere infatti considerato un processo paragonabile ad una delle cinque fasi che hanno portato l'energia Qi a dare origine al cosmo. La fisica moderna ha inoltre dimostrato come ad ogni particella corrisponda un'antiparticella di uguali caratteristiche. Mettendo in contatto queste due, esse annichiliscono. La stessa teoria del Big Bang prevede, secondo calcoli matematici, che, nei primi istanti di vita dell'universo, vi fossero presenti materia ed antimateria in uguale misura, ma non è ancora chiaro il motivo per cui sia prevalsa la materia di cui l'universo osservabile pare composto. Le ipotesi più accreditate sono due:
1. Che una leggera asimmetria tra materia ed antimateria abbia portato la prima a prevalere.
2. Che esista un universo parallelo, uguale al nostro, ma costituito di antimateria.

## Le otto forze
Il Tao, come le cinque fasi dell'energia, prevede anche l'esistenza di otto forze, quale risultato dell'interazione cosmica tra Yin e Yang. Insieme formano gli otto trigrammi del bagua (o pakua) e combinate, danno origine ai sessantaquattro esagrammi dell'I Ching. È interessante notare come tali esagrammi siano binari, ossia formati da linee intere e linee spezzate, quindi il codice della creazione sia binario, proprio come il codice di programmazione di un mondo virtuale. Solo che l'universo è molto più complesso. 
Le otto forze sono le manifestazioni basilari dell'energia e anch'esse possono interagire e dare origine ad una serie di otto combinazioni:
- Il legame tra Terra e Fuoco dà origine all'elemento mistico del Fuoco, conosciuto anche come Energia.
- La combinazione di Terra e Acqua origina l'elemento mistico Acqua, corrispondente al Tempo.
- L'unione tra Terra e Legno dà origine all'elemento mistico Aria, ovvero lo Spazio.
- Terra e Metallo danno origine all'elemento mistico della Terra, corrispondente alla Materia.
- La reazione Energia-Fuoco crea poi gli elementi naturali del Fuoco e della Luce.
- Il Tempo-Acqua crea la Pioggia.
- Lo Spazio-Aria crea il Vento.
- La Materia-Terra dà origine all'elemento naturale della Terra.

Questi sono gli otto trigrammi base, (bagua), che, se ulteriormente combinati, danno origine ai sessantaquattro esagrammi che denotano il codice binario della creazione. Da questi sessantaquattro esagrammi hanno origine quelle che i cinesi chiamavano cento milioni di cose, ovvero tutto ciò che esiste.

## La forza della vita
La fonte fondamentale dell'energia umana, in accordo alla concezione taoista, proviene dai genitori. L'energia in forma Yin proviene dall'ovulo della madre, mentre l'energia in forma Yang dallo spermatozoo del padre. Tale combinazione dà origine all'energia vitale, energia che l'individuo possiede dalla nascita, ed è chiamata, Qi originale. 
Una seconda fonte di energia Qi è presente nell'aria che si respira e nel cibo che mangiamo. Anche in questi elementi, come in tutto l'universo, è contenuto il Qi. Quindi respirando o mangiando l'uomo assorbe Qi postnatale.
Il Qi è inoltre emanato dalle stelle, poiché costituisce ogni raggio luminoso, onda elettromagnetica, vibrazione subsonica. La stella più influente per l'uomo è ovviamente il Sole, in quanto è l'astro più vicino alla Terra. gli esseri viventi dipendono dal Qi irradiato attraverso lo spazio. L'aria che si respira è carica di energia cosmica e di polvere cosmica sottilissima, residuo dell'esplosione di stelle, pianeti e asteroidi dell'universo. Questa polvere cosmica, ricca di Qi, giunge perennemente sulla Terra.
Le piante sono in grado, attraverso la fotosintesi, di trasformare la luce in nutrimento. Gli esseri umani assorbono l'energia Qi della luce indirettamente, alimentandosi di qualsiasi tipo di vegetale o di qualsiasi altro animale, poiché gli animali erbivori assorbono Qi alimentandosi di vegetali, mentre i carnivori assorbono Qi mangiando gli erbivori.
Il Qi è vita, energia abbondante, vita abbondante. Quando il Qi diminuisce, per esempio a causa di malattie od emozioni troppo intense, si sperimenta bassa vitalità e mancanza di attività. L'individuo si sente disconnesso dal mondo, dalla società, da se stesso. I taoisti danno estrema importanza alla coltivazione e al mantenimento di un alto livello energetico, sia per mantenere stretta la connessione con l'universo, che con sé stessi.
Il fine del Taoismo è condurre il discepolo, il praticante o lo studente, ad un completo stato di unificazione con l'universo, quindi con il Tao. Tutta la vita, inconsapevolmente emerge dal Wuji. Attraverso le pratiche taoiste è possibile raggiungere l'immortalità e ritornare allo stato di Wuji, all'energia pura, dissolvendosi nell'Uno, nel Tao.